# ضأن (جنس)
الضَّأْن (الاسم العلمي: Ovis) هو جنس من الثدييات، وهو جزء من فُصيِّلة الوعليات التي تنتمي إلى فصيلة البقريات المجترة. تُعرف أنواعها السبعة الاجتماعية للغاية باسم الضأن وواحده ضائن) أو الخِرَاف (مفردها خروف). تنتمي الخراف المستأنسة إلى هذا الجنس، ويُعتقد أنها تنحدر من أروية وسط آسيا وجنوب غربها.

## الأنواع
أنواع الضأن المعروفة حاليًا ثمانية. الأقسام الرئيسية المعترف بها هي:
| الصورة | الاسم العلمي    | الاسم الشائع       | الانتشار                                                        |
| ------ | --------------- | ------------------ | --------------------------------------------------------------- |
|        | Ovis ammon      | الأرغل             | من وسط كازاخستان إلى غرب مقاطة شنشي في الصين                    |
|        | Ovis aries      | الخروف             | مستأنس                                                          |
|        | Ovis canadensis | كبش الجبال الصخرية | أمريكا الشمالية                                                 |
|        | Ovis dalli      | خروف دال           | شمال غربي أمريكا الشمالية.                                      |
|        | Ovis gmelini    | أروية غميلين       | شرقي تركيا، أرمينيا، أذربيجان وإيران                            |
|        | Ovis nivicola   | خروف الثلج         | شمال شرق سيبيريا                                                |
|        | Ovis vignei     | الأوريال           | وسط وجنوب آسيا.                                                 |
|        | Ovis gracilis   |                    | نوع أحفوري من عصر البليستوسيني المبكر في كهف تاوريديا في القرم. |